# Joystiq
Joystiq war ein von 2004 bis 2015 betriebener Videospiel-Blog. Joystiq hatte ebenfalls regelmäßig einen Podcast veröffentlicht.

## Geschichte
Joystiq wurde im Juni 2004 als Teil der Weblogs-Familie von Weblogs, Inc., gegründet und befand sich ab 2005 bei AOL. Der Blog wurde auf der Electronic Entertainment Expo (E3) 2004 von Peter Rojas, dem leitender Redakteur der Gaming-Abteilung von Engadget, vorgestellt. Joystick sollte dadurch Engadget Gaming entlasten und tiefer auf die Gaming-Branche eingehen, als es Engadget zugelassen hätte.
Zuvor wurde bereits der The Videos Games Weblog am 27. Februar 2004 gegründet, der am 18. Mai 2005 eingestellt wurde. Joystiq war AOLs wichtigstes Videospiel-Blog. Nach dem Rückgang der Leserschaft wurden Joystiq und die Partnerseiten am 3. Februar 2015 geschlossen. Für AOL war die Sparte ein Verlustgeschäft. Einige Gaming-Themen wurden wieder auf Engadget ausgelagert.

## Netzwerk
Joystiq hatte mehrere Partner-Blogs zu einzelnen Plattformen und Genres. Diese sind unter anderem:
- Xbox 360 Fanboy (21. November 2005)
- PSP Fanboy (28. November 2005)
- PS3 Fanboy (29. März 2006)
- DS Fanboy (12. Dezember 2005)
- Nintendo Wii Fanboy, ehemals Revolution Fanboy (15. Februar 2006)
- WoW Insider (6. Dezember 2005)
- Massively für MMOs (2. November 2007)[6]

Seit dem 27. Januar 2009 wurden die Blogs auf der Hauptseite integriert. Am 11. Juni 2010 wurden die Plattform-spezifischen Seiten abgeschaltet und in die Hauptseite integriert. Die Seite Massively, die auch mit der Schließung von Joystiq am 10. Februar 2015 abgeschaltet wurde, wurde unter dem Namen Massively Overpowered fortgesetzt.

## Auszeichnungen
Während Joystiq für mehrere Auszeichnungen in der Kategorie technologiebezogener Weblogs nominiert wurde, wurde es in dieser Hinsicht durchgehend von Blogs überschattet, die ein weitaus breiteres Technologiespektrum repräsentieren, darunter Slashdot, Gizmodo und Engadget. Joystiq wurde jedoch in eine Reihe von Auflistungen herausragender Weblogs aufgenommen, darunter die Best of the Web und Feedster 500 vom Forbes.